# 乌克塔姆·巴尔诺耶夫
乌克塔姆·伊萨耶维奇·巴尔诺耶夫（1964年10月4日—2020年9月20日），乌兹别克斯坦政治人物，2020年2月出任副总理。

## 生平
1964年生于乌兹别克苏维埃社会主义共和国布哈拉州罗米坦区。1981年至1986年就读于塔什干农田灌溉与农业机械化学院，后在布哈拉州从事建筑工作。1997年开始在乌兹别克斯坦政府水利部门工作，2008年升任撒馬爾罕州州长。2016年12月出任布哈拉州州长。2020年2月出任乌兹别克斯坦副总理，主管农业工作。2020年9月20日因2019冠状病毒病并发症逝世。